# Las siete magníficas
Las siete magníficas (en italiano: 7 donne per una strage) es una coproducción  española, italiana y austríaca dirigida por Gianfranco Parolini, Sidney W. Pink y Rudolf Zehetgruber, de género spaghetti western.

## Argumento
En 1850, en el desierto de Arizona, una caravana de colonos que busca llegar a un territorio civilizado es atacada por los indios. Sólo siete mujeres, que se han ocultado en una cueva, logran sobrevivir. Sin provisiones, sin carretas ni caballos, deben llegar al fuerte más cercano. Mary Ann asume el liderazgo del grupo y deben cruzar el desierto. En su travesía, sufren varios ataques de los indígenas, pero finalmente se salvan refugiándose en una cueva que las lleva a un cementerio indio, donde no pueden ser atacadas por ser tierra sagrada. Estando muy cerca del Fuerte Lafayette, los indios les atacan nuevamente.

## Reparto
- Anne Baxter: Mary Ann
- Maria Perschy: Ursula
- Gustavo Rojo: Gus Macintosh
- Adriana Ambesi: Kathy Grimaldi
- Rossella Como: Betty Grimaldi
- Christa Linder: Bridget
- Luis Prendes: Pope
- Mara Cruz: Blanche
- Perla Cristal: Perla
- María Mahor: Dorothy
- John Clark:  Col. Howard
- Fernando Hilbeck:  White Cloud